# Laversdale
Laversdale is een gehucht in het Engelse graafschap Cumbria. Het maakt deel uit van het district Carlisle en de civil parish Irthington. Een boerderij in het dorp, uit 1672, staat op de Britse monumentenlijst.